# Episodi di Mannix (prima stagione)
La prima stagione della serie televisiva Mannix è stata trasmessa in anteprima negli Stati Uniti d'America dalla CBS tra il 16 settembre 1967 e il 16 marzo 1968.
| nº | Titolo originale                     | Titolo italiano | Prima TV USA      | Prima TV Italia |
| -- | ------------------------------------ | --------------- | ----------------- | --------------- |
| 1  | The Name Is Mannix                   |                 | 16 settembre 1967 |                 |
| 2  | Skid Marks on a Dry Run              |                 | 23 settembre 1967 |                 |
| 3  | Nothing Ever Works Twice             |                 | 30 settembre 1967 |                 |
| 4  | The Many Deaths of Saint Christopher |                 | 7 ottobre 1967    |                 |
| 5  | Make It Like It Never Happened       |                 | 14 ottobre 1967   |                 |
| 6  | The Cost of a Vacation               |                 | 21 ottobre 1967   |                 |
| 7  | Warning: Live Blueberries            |                 | 28 ottobre 1967   |                 |
| 8  | Beyond the Shadow of a Dream         |                 | 4 novembre 1967   |                 |
| 9  | Huntdown                             |                 | 18 novembre 1967  |                 |
| 10 | Coffin for a Clown                   |                 | 25 novembre 1967  |                 |
| 11 | A Catalogue of Sins                  |                 | 2 dicembre 1967   |                 |
| 12 | Turn Every Stone                     |                 | 9 dicembre 1967   |                 |
| 13 | Run, Sheep, Run                      |                 | 16 dicembre 1967  |                 |
| 14 | Then the Drink Takes the Man         |                 | 30 dicembre 1967  |                 |
| 15 | Falling Star                         |                 | 6 gennaio 1968    |                 |
| 16 | License to Kill - Limit Three People |                 | 13 gennaio 1968   |                 |
| 17 | Deadfall (Part 1)                    |                 | 20 gennaio 1968   |                 |
| 18 | Deadfall (Part 2)                    |                 | 27 gennaio 1968   |                 |
| 19 | You Can Get Killed Out There         |                 | 3 febbraio 1968   |                 |
| 20 | Another Final Exit                   |                 | 10 febbraio 1968  |                 |
| 21 | Eight to Five, It's a Miracle        |                 | 17 febbraio 1968  |                 |
| 22 | Delayed Action                       |                 | 2 marzo 1968      |                 |
| 23 | To Kill a Writer                     |                 | 9 marzo 1968      |                 |
| 24 | The Girl in the Frame                |                 | 16 marzo 1968     |                 |